# The Season
Albums de Socalled
Sleepover
(2011)
The Season est un album et une comédie musicale écrit et composé par le rappeur montréalais Socalled, sorti en 2013. La comédie musicale a été présentée le 24 septembre 2011 au Théâtre d'Outremont dans le cadre du festival Pop Montréal. L'album a été enregistré à la Petite Église de Farham où Arcade Fire ont enregistré l'album The Suburbs

## Synopsies
Selon le site web de l'artiste, l'histoire raconte un amour impossible entre Bear, un ours, et de Tina, une extraterrestre au pelage rouge qui a atterrit sur notre planète à l'automne.

## Distribution
- Yves Lambert: The Hunter
- Katie Moore: Tina
- Rich Ly: The Bear
- Josh Goldman: The Beaver
- Yassin "The Narcicyst" Alsalman: The Bunny
- Josh "Socalled" Dolgin: les amis de Tina

## Musiciens
- Jamie Thompson: Batterie
- Patrice Agbokou: Basse
- Josh "Socalled" Dolgin: Piano et Wurlitzer
- Jennifer Swartz: Harpe
- P.S. Bova: Tambourin sur la chanson Work Hard

### Du quatuor à cordes The Warhol Dervish
- John Corban: Violon
- Alex Read: Violon
- Pemi Paull: Alto
- Octavie Dostaler-Lalonde: Violoncelle

## Liste des titres
| No  | Titre                   | Durée |
| --- | ----------------------- | ----- |
| 1.  | Overture                | 3:17  |
| 2.  | Season Theme            | 2:48  |
| 3.  | Shooting Star           | 0:34  |
| 4.  | Glardeby (Tina's Theme) | 2:12  |
| 5.  | Chippin'In              | 3:13  |
| 6.  | Meteor Shower           | 1:03  |
| 7.  | Tina And Bear's Ballet  | 3:14  |
| 8.  | Ekhonomics              | 3:40  |
| 9.  | Second Act Overture     | 0:52  |
| 10. | Work Hard               | 1:44  |
| 11. | Baskatong Song          | 1:52  |
| 12. | Together (We're Alone)  | 3:32  |
| 13. | What Does It All Mean   | 0:43  |